# Cesarstwo Niemieckie na Letnich Igrzyskach Olimpijskich 1904
Cesarstwo Niemieckie na III Letnich Igrzyskach Olimpijskich w roku 1904 w Saint Louis reprezentowało 22 sportowców startujących w 9 dyscyplinach.

## Zdobyte medale
| Medal  | Zawodnik        | Dyscyplina           | Konkurencja                          | Rezultat  |
| ------ | --------------- | -------------------- | ------------------------------------ | --------- |
| Złoto  | Emil Rausch     | Pływanie             | 880 yards stylem dowolnym            | 13:11,40  |
| Złoto  | Emil Rausch     | Pływanie             | 1 mila stylem dowolnym               | 27:18,20  |
| Złoto  | Walter Brack    | Pływanie             | 100 yards stylem grzbietowym         | 1:16,80   |
| Złoto  | Georg Zacharias | Pływanie             | 440 yards stylem klasycznym          | 7:23,60   |
| Srebro | Georg Hoffmann  | Skoki do wody        | skoki z wieży                        | 11,66 pkt |
| Srebro | Georg Hoffmann  | Pływanie             | 100y stylem grzbietowym              | 1:18,00   |
| Srebro | Wilhelm Weber   | Gimnastyka           | wielobój gimnastyczo-lekkoatletyczny | 69,10 pkt |
| Srebro | Walter Brack    | Pływanie             | 440 yards stylem klasycznym          | 7:33,0    |
| Srebro | Frank Kugler    | Zapasy               |                                      |           |
| Brąz   | Paul Weinstein  | Lekkoatletyka        | Skok wzwyż                           | 1,77 m    |
| Brąz   | Wilhelm Weber   | Gimnastyka           | trójbój                              | 41,60 pkt |
| Brąz   | Emil Rausch     | Pływanie             | 220 yards stylem dowolnym            | 2:56,0    |
| Brąz   | Georg Zacharias | Pływanie             | 100 yards stylem grzbietowym         | 1:19,60   |
| Brąz   | Frank Kugler    | Podnoszenie ciężarów | Dwubój                               |           |
| Brąz   | Frank Kugler    | Podnoszenie ciężarów | Rwanie                               | 79,61 kg  |

## Skład kadry

### Lekkoatletyka
- Johannes Runge - bieg na 400 m - odpadł w eliminacjach,
- Johannes Runge - bieg na 800 m - 5. miejsce,
- Johannes Runge - bieg na 1500 m - 5. miejsce,
- Paul Weinstein - skok wzwyż - 3. miejsce,
- Paul Weinstein - skok o tyczce - 7. miejsce

### Gimnastyka
- Wilhelm Weber - wielobój indywidualnie - 2. miejsce,
- Wilhelm Weber - trójbój gimnastyczny - 3. miejsce,
- Wilhelm Weber - trójbój lekkoatletyczny - 21. miejsce
- Ernst Mohr - wielobój indywidualnie - 4. miejsce,
- Ernst Mohr - trójbój gimnastyczny - 9. miejsce,
- Ernst Mohr - trójbój lekkoatletyczny - 9. miejsce,
- Otto Wiegand - wielobój indywidualnie - 5. miejsce,
- Otto Wiegand - trójbój gimnastyczny - 28. miejsce,
- Otto Wiegand - trójbój lekkoatletyczny - 5. miejsce,
- Hugo Peitsch - wielobój indywidualnie - 7. miejsce,
- Hugo Peitsch - trójbój gimnastyczny - 4. miejsce,
- Hugo Peitsch - trójbój lekkoatletyczny - 55. miejsce,
- Christian Busch - wielobój indywidualnie - 9. miejsce,
- Christian Busch - trójbój lekkoatletyczny - 7. miejsce,
- Christian Busch - trójbój gimnastyczny - 13. miejsce,
- Wilhelm Lemke - wielobój indywidualnie - 13. miejsce,
- Wilhelm Lemke - trójbój lekkoatletyczny - 34. miejsce,
- Wilhelm Lemke - trójbój gimnastyczny - 11. miejsce,
- Adolph Weber - wielobój indywidualnie - 19. miejsce,
- Adolph Weber - trójbój lekkoatletyczny - 44. miejsce,
- Adolph Weber - trójbój gimnastyczny - 17. miejsce,
- Jacob Hergenhahn - wielobój indywidualnie - 49. miejsce,
- Jacob Hergenhahn - trójbój lekkoatletyczny - 59. miejsce,
- Jacob Hergenhahn - trójbój gimnastyczny- 51. miejsce,
- Christian Deubler - wielobój indywidualnie - 56. miejsce,
- Christian Deubler - trójbój lekkoatletyczny - 77. miejsce,
- Christian Deubler - trójbój gimnastyczny - 47. miejsce,

### Przeciąganie liny
- Frank Kugler - 3. miejsce[a]

### Skoki do wody
- Georg Hoffmann - skoki z wieży - 2. miejsce,
- Alfred Braunschweiger - skoki z wieży - 4. miejsce,
- Otto Hooff - skoki z wieży - 5. miejsce

### Pływanie
- Georg Hoffmann - 100 yard (91,44 m) stylem grzbietowym - 2. miejsce,
- Georg Hoffmann - 440 yards (402,34 m) stylem klasycznym - 4. miejsce,
- Emil Rausch - 220 yards (201,17m) stylem dowolnym - 3. miejsce,
- Emil Rausch - 880 yards (804,68m) stylem dowolnym - 1. miejsce,
- Emil Rausch - 1 mila (1,6 km) sttylem dowolnym - 1. miejsce,

### Podnoszenie ciężarów
- Frank Kugler[b] - dwubój - 3. miejsce,
- Frank Kugler - rwanie - 3. miejsce

### Szermierka
- Gustav Casmir - floret indywidualnie - 4. miejsce,
- Gustav Casmir - szpada indywidualnie - 4. miejsce

### Tenis ziemny
- Hugo Hardy[c] - gra pojedyncza mężczyzn - 9. miejsce

### Zapasy
- Frank Kugler - kategoria ciężka - 2. miejsce,
- Dietrich Wortmann - kategoria piórkowa - odpadł w ćwierćfinale,
- Rudolph Wolken[d] - kategoria lekka - odpadł w ćwierćfinale